# Tuupovaara
Tuupovaara (1913-ig Kovero) Észak-Karéliai falu Finnországban.

## Fekvése
Joensuutól délkeletre fekvő település.

## Története

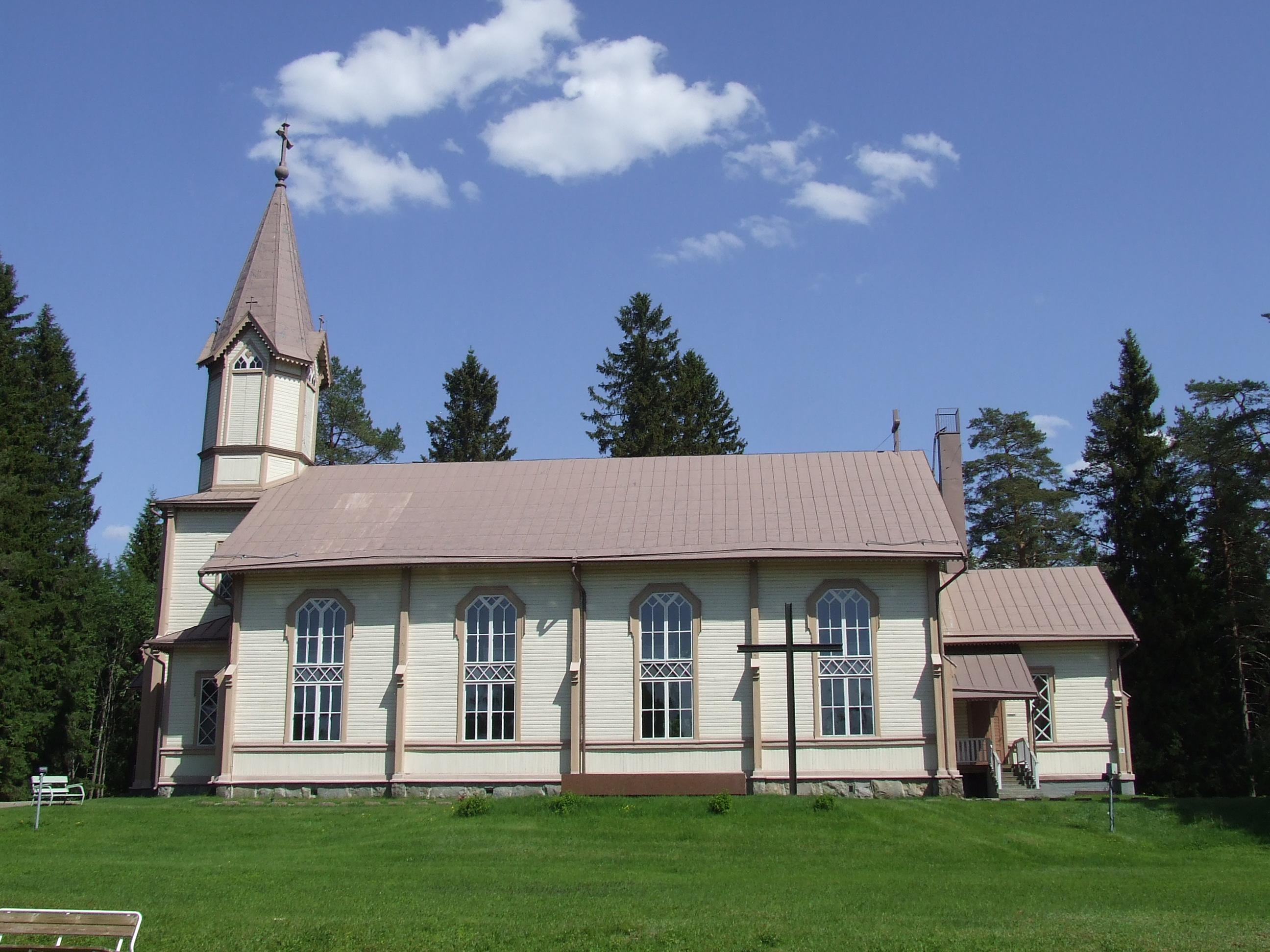

Tuupovaara az 1400-as évek körül lett állandó település. A legrégebbi falvai Eimisjärvi, Konnunniemi és Kovero. 1902-től önálló település. A veszteségesnek mondható mezőgazdasági termelés ellensúlyozására az 1960-1970-es évektől ipari cégeket kezdtek letelepíteni a településen, így a Ounevan, melyet sok más követett, például a fafeldolgozó ipar: parketta gyár, hulladékfeldolgozó, és a tőzegelőállító, kézműves értékesítés. A legtöbb munkahely a feldolgozóiparban van.

## Nevezetességek

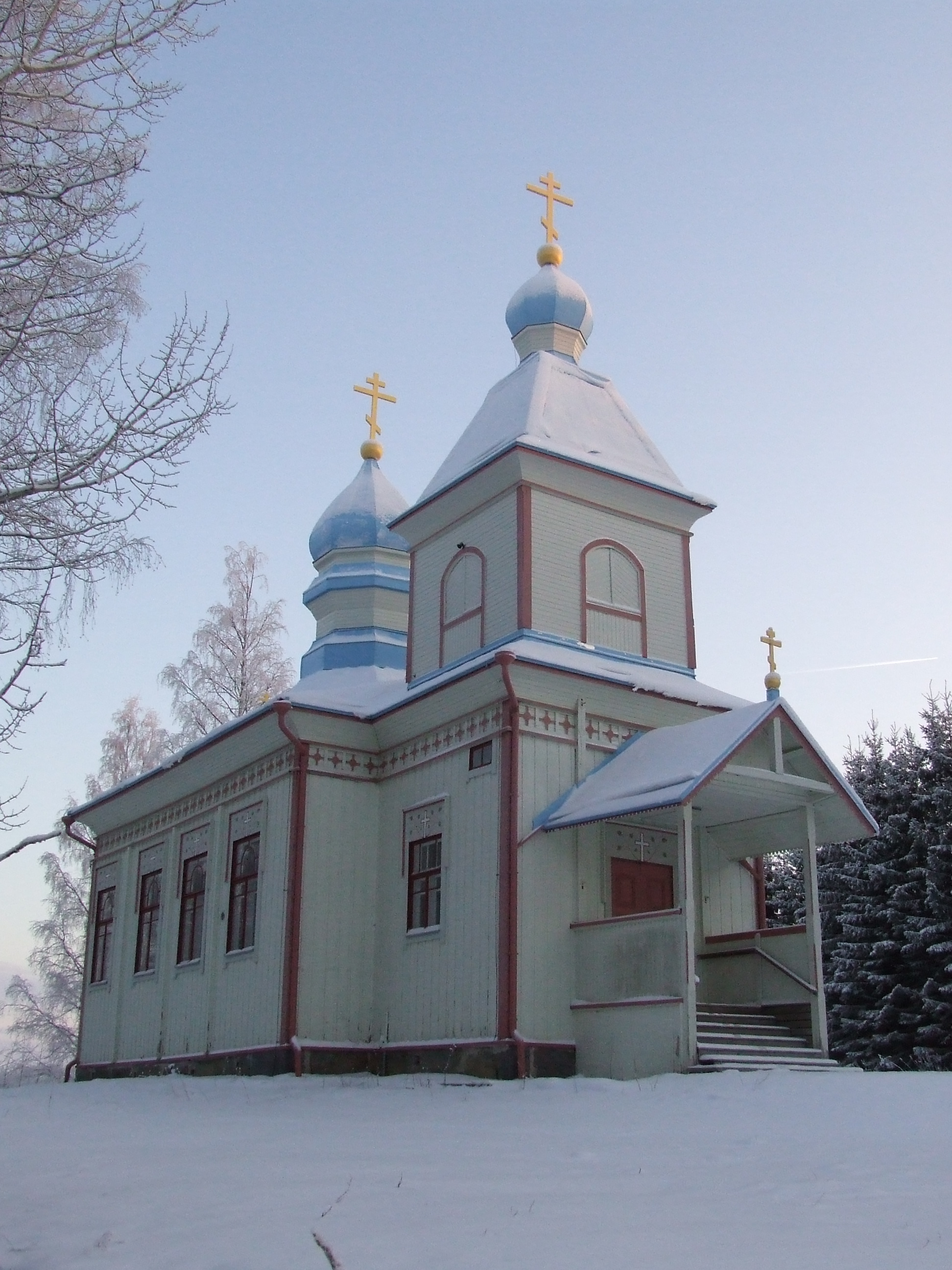

- Petri Shemeikka síremlék (1935) - Pörtsämön ortodox temetőben
- Tuupovaara fatemplom (VJ Mäkinen, 1902-oltárkép Eino J. Härkönen)
- Hoilolan Evangélikus-Lutheránus Templom (Veikko Larkas, 1950)
- Hoilolan Ortodox Templom (1957)
- Kovero és Saarivaara kápolnák
- Korpiselkä ház (E. Helasvuo, 1985)
- Tuupovaara Múzeum
- Tuupovaara Művészetek Háza

## Itt születtek, itt éltek
- Eero Rönkkö - író
- Aini Tahvanainen - író

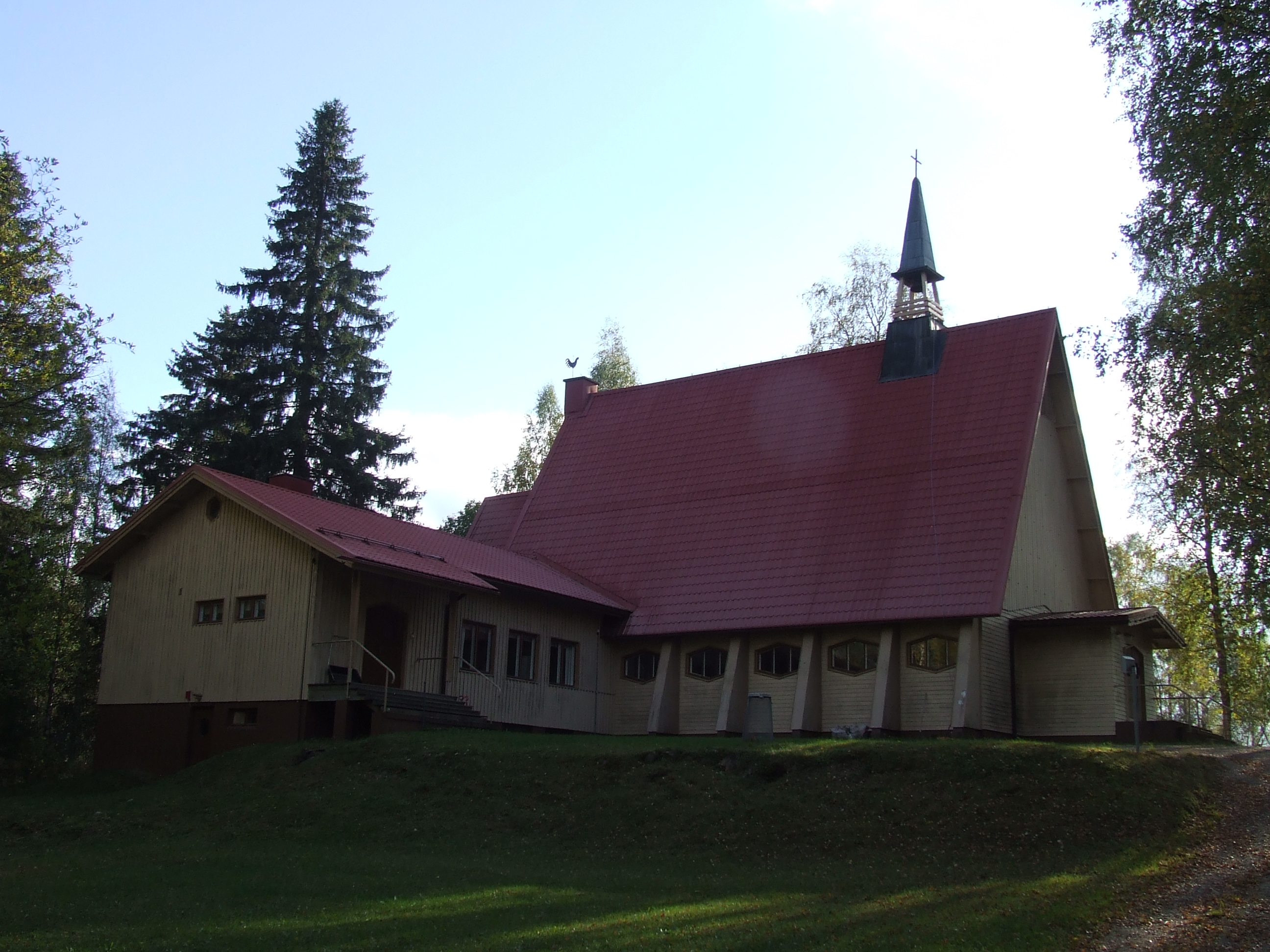

- Saija Tuupanen - énekesnő, 2003-ban a tangó királynő
- Ari Vatanen - rallye versenyző, világbajnok 1981-ben, európai parlamenti képviselő
- Sirpa Hannele Ihanus (Tuupovaara, 1959. január 9. –) - szobrász